# 樋本達夫
樋本 達夫（ひもと たつお、1956年（昭和31年）2月14日 - ）は、日本の実業家。小田急百貨店顧問。東京都出身。

## 来歴・人物
1978年青山学院大学経済学部卒業後、小田急百貨店入社。2008年取締役婦人服・子供商品部長、2012年5月常務。
リーマンショック以降、客数・売上高が減少するなか、小川三木夫社長（当時）が進めた新運営体制の導入や売場効率管理の実践により、恒常的に利益を生み出せる事業構造への変革に一定のめどがついたとして、2013年、初の生え抜きとして社長に登用された。
2023年1月顧問。